# Gomphinella neastartoides
Gomphinella neastartoides is een tweekleppigensoort uit de familie van de Veneridae. De wetenschappelijke naam van de soort is voor het eerst geldig gepubliceerd in 1922 door Yokoyama.